# Masina
Pour les articles homonymes, voir Masina (homonymie).
Masina est une commune de l'est de la ville de  Kinshasa, située entre le Pool Malebo au nord et le boulevard Lumumba au sud. Elle est l'un des nouveaux quartiers populaires de Kinshasa particulièrement peuplé, et est également connu sous le surnom de « La Chine ».
Elle abrite notamment le Marché de la Liberté « M’Zee Laurent Désiré Kabila », l'un des plus grands marchés de Kinshasa, qui fut construit sous la présidence de Laurent-Désiré Kabila pour récompenser les habitants du district de Tshangu pour avoir résisté à l'agression en août 1998.
Masina, avec les communes de  Ndjili, Kimbanseke, Maluku et N'sele, fait partie du district de Tshangu.

## Géographie
La plus grande partie de la commune est occupée par une zone humide voisinant le Pool Malebo, ce qui explique la faible densité de population relative de la commune. La partie urbaine, s'étirant le long du boulevard Lumumba, atteint cependant des densités de population comparables à celles des autres communes du cœur de Kinshasa (environ 50 000 habitants/km2).

## Personnalités liées à la commune
- Moyindo Mpongo, acteur congolais.

| \| Les 4 districts et les 24 communes de Kinshasa \| \| v · d · m \| |                    |           |
| District de la Lukunga District de la Funa District du Mont-Amba District de la Tshangu Brazzaville Fleuve Congo Pool Malebo M’Bamou Baie de Ngaliema Gombe Barumbu Kin. Ling. K.-V. Ng.-Ng. Kal. Banda- lungwa Kintambo Ngaliema Selembao Bumbu Makala Ngaba Lemba Limete Matete Kisenso Masina Ndjili Kimbanseke Nsele Mont-Ngafula Nsele Maluku |                    |           |
| abréviations : Kinshasa (Kin.), Kasa-Vubu (K.-V.), Lingwala (Ling.), Ngiri-Ngiri (Ng.-Ng.) |                    |           |
| Les 4 districts et les 24 communes de Kinshasa | Blason de Kinshasa | v · d · m |

## Source
- Kinshasa : le marché de la Liberté, un bijou qui n’attire pas, Paul Kabeya Kapo et Jennifer Makengo, Afriqu'Échos, 24 septembre 2004.